# Cheval en Hongrie
Le cheval en Hongrie (hongrois : ló) appartient à une longue et ancienne tradition, héritée des cavaliers nomades d'Europe centrale. Sa réputation atteint l'apogée sous l'Empire austro-hongrois, au XIXe siècle, servie par des récompenses prestigieuses aux expositions universelles et de grands haras, comme ceux de Mezőhegyes (alors le plus grand du monde, avec 12 000 chevaux) et de Bábolna. Le pays compte deux millions de ces animaux à cette époque. 
La période communiste voit un fort déclin de cet élevage d'excellence. L'élevage hongrois reste représenté de nos jours à travers des races de chevaux comme le Nonius (patrimoine reconnu par l'UNESCO), le Shagya et le Furioso. Les chevaux hongrois sont surtout des races de selle.

## Histoire

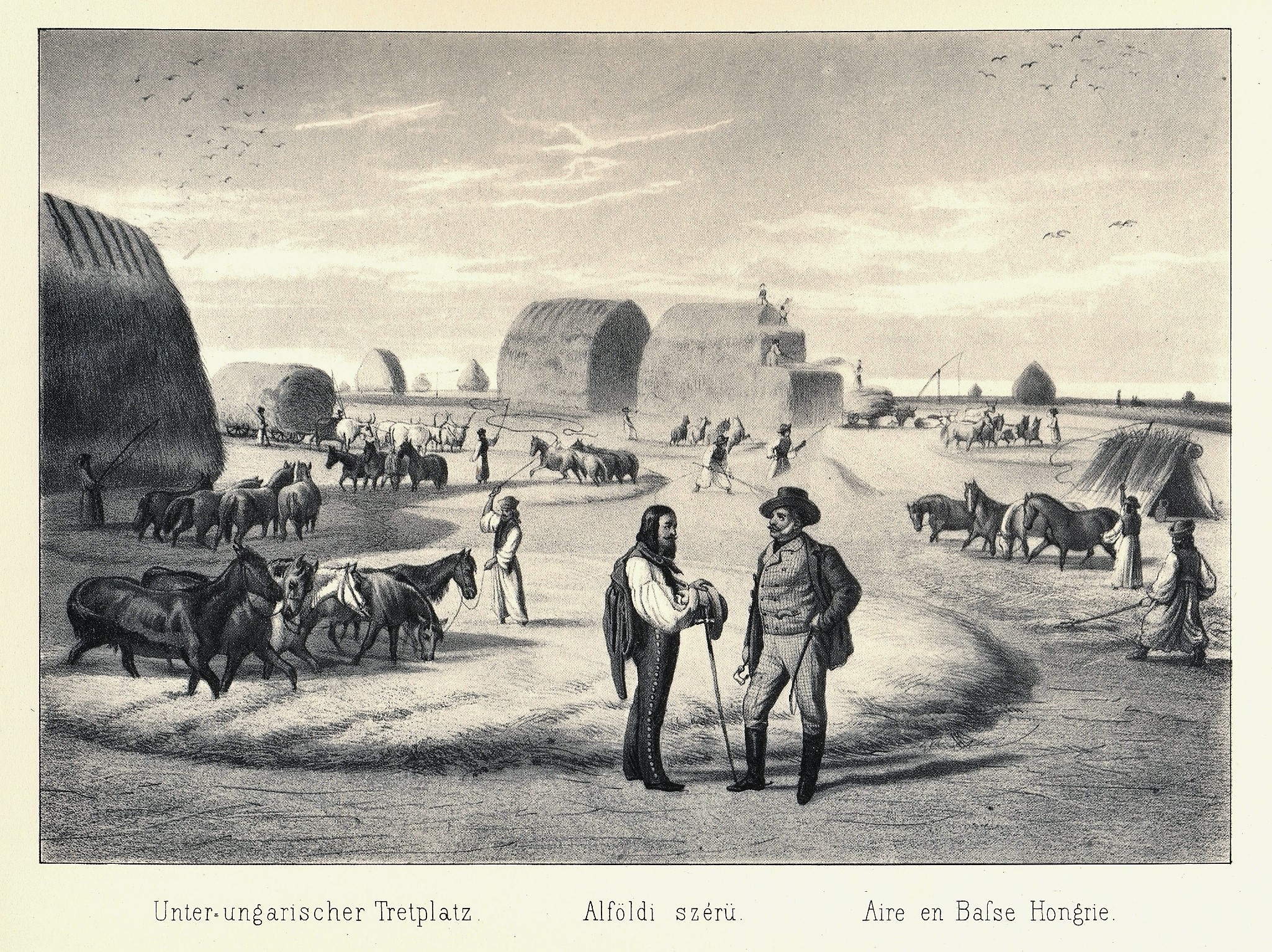
Une aire en Hongrie

Le cheval domestique est présent sur le territoire hongrois depuis la période protohistorique : des squelettes de chevaux présentant des déformations attribuées à la pratique de l'équitation, retrouvés dans un cimetière Avar dans l'Ouest du territoire hongrois, avaient été antérieurement datés à l'âge du fer, 700 ans av. J.-C.. L'animal a vraisemblablement été sacrifié.
Les Huns, venus d'Asie centrale vers l'actuel territoire hongrois, ont une solide réputation de cavaliers nomades, étant comparés à des centaures.
La conquête ottomane, débutée en 1526, a vu un afflux de chevaux orientaux, des animaux adaptés au désert d'un type traditionnellement décrit comme Arabe ou Turc. Ces chevaux élégants et réactifs ont laissé leur marque sur les animaux hongrois. Même après l'occupation ottomane de la Hongrie en 1699, l'attachement entre la Hongrie et le cheval arabe demeure. Pendant le XVIIIe siècle, la cour hongroise et l'aristocratie commencent à suivre la mode de leurs voisins de l'Ouest, en acquérant des chevaux de type ibérique. Les importations de races espagnoles et napolitaines de l'époque sont à l'origine de la création du Lipizzan et du Kladruber. Ces races autrichiennes sont connues pour les caractéristiques de leurs ancêtres espagnol et napolitains : encolure épaisse, tête élégante mais lourde, dos court et bonne agilité. La demande en chevaux appropriés aux courtisans et aux aristocrates dépassant l'offre des éleveurs privés, durant son règne, Joseph II demande la construction de haras d'État.
Le haras de  Mezőhegyes est fondé en 1784 dans le but de répondre à  demande en chevaux. La Hongrie héberge alors environ un million et demi de chevaux, la seule cavalerie du pays en demande entre 10 000 et 15 000 chaque année. Ces chevaux différents remplissent des rôles variés : les courtisans et les aristocrates veulent des chevaux de selle agiles, souples et impressionnants pour leurs efforts militaires, des montures flexibles pour la chasse à cheval, en plus de chevaux d'attelage élégants. 
Comme dans de nombreux autres pays d'Europe, l'effectif de chevaux s'effondre au cours du XXe siècle. Durant les années 1950, de nombreux marchands de chevaux d'origine gitane (Roms) sont actifs en Hongrie.

## Pratiques et utilisations
Les sports équestres sont présents, et les chevaux de sports présents sur le territoire hongrois ont fait l'objet d'uné évaluation de performances via une étude publiée en 2009.
Le sport hippique est représenté par l'élevage du Pur-sang et l'organisation de courses, au moins 1 890 chevaux ayant couru 3 316 courses en Hongrie entre 1996 et 2004. 
Il existe un petit secteur hippophagique.

## Élevage

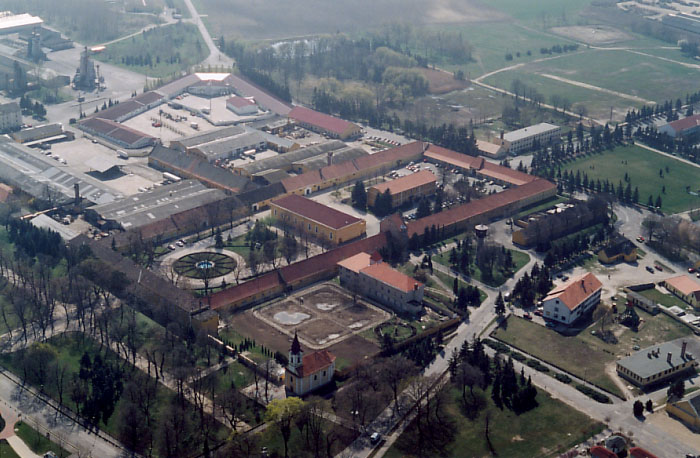
Le Haras national de Bábolna, vue aérienne.

L'élevage de chevaux a toujours représenté une facette importante de la culture hongroise depuis la colonisation du pays, principalement en raison de sa situation géographique et de ses plaines ouvertes. Ses vastes terres paturables ont fait de la Hongrie un lieu idéal pour l'élevage équin. En 2008, la Hongrie héberge environ 60 000 chevaux, soit un taux bas de 6 chevaux pour 1 000 habitants.
Le pays élève un petit nombre de Lipizzans dans les haras nationaux, qui font l'objet de mesures de protection et de conservation.
Le pays héberge la race transfrontière du Huçul.
9,2 % des chevaux hongrois sont infectés par Setaria equine. 

### Haras national de Mezőhegyes
La Hongrie héberge l'un des plus grands haras du monde, le Haras national de Mezőhegyes. Haras d'état de la famille royale de Hongrie et de la cour impériale, il est créé en 1784. Mezőhegyes est à l'origine de plusieurs races et plusieurs souches : le Gidrán, le Furioso, et le Nonius, qui est le plus lourd.

## Culture
Les os du cheval ont toujours été utilisés en Hongrie, de la période préhistorique à la période historique. L'un de ces usages est la fabrication de patins en os.